# Мармутье (кантон)
Мармутье (фр. Canton de Marmoutier) — упразднённый кантон на северо-востоке Франции, в регионе Эльзас, департамент Нижний Рейн, округ Саверн. Площадь кантона Мармутье составляла 122,58 км², количество коммун в составе кантона — 25, численность населения 12 257 человек (по данным INSEE, 2012), при средней плотности 100 жителей на квадратный километр (км²).

## Географическое положение
Кантон граничит на севере с кантоном Саверн округа Саверн, на востоке с кантоном Трюштерсайм округа Страсбур-Кампань, на юге с кантоном Васлон округа Мольсем и на западе с кантоном Фальсбур (округ Сарбур, департамент Мозель, регион Лотарингия).

## История
Кантон был основан 4 марта 1790 года в ходе учреждения департаментов как часть бывшего «района Страсбур». Некоторое время спустя кантон оказался в составе вновь созданного «района Сар-Юньон».
Официальная дата создания кантона — 1793 год. С созданием округов 17 февраля 1800 года, кантон по-новому переподчинён в качестве части округа Саверн.
В составе Германской империи с 1871 по 1919 год не было административного деления на кантоны и не существовало «округа Цаберн (Саверн)»: в результате Франко-прусской войны 1870—1871 годов территория оказалась в пределах имперской провинции Эльзас-Лотарингии без разбиений на города и общины.
С 28 июня 1919 года кантон Мармутье снова становится частью округа Саверн.
С 1940 по 1945 год территория была оккупирована гитлеровской Германией.
До административной реформы 2015 года в состав кантона входило 25 коммун. По закону от 17 мая 2013 и декрету от 18 февраля 2014 года количество кантонов в департаменте Нижний Рейн уменьшилось с 44 до 23. Новое территориальное деление департаментов на кантоны вступило в силу во время выборов 2015 года. После реформы кантон был упразднён.

## Консулы кантона
| Период    | Консул           | Должность                              |
| --------- | ---------------- | -------------------------------------- |
| 1945—1949 |                  |                                        |
| 1949—1967 | Joseph Klock     | Заместитель мэра Страсбура (1951—1967) |
| 1967—1979 | M. Schneider     | Мэр коммуны Мармутье                   |
| 1979—1994 | Jacques Felli    | Мэр коммуны Мармутье (1979—1994)       |
| 1994—2011 | Joseph Cremmel   | Мэр коммуны Оттерсвиллер с 1977 года   |
| 2011—2015 | Jean-Claude Weil | Консул коммуны Мармутье с 1994 года    |

## Состав кантона
До марта 2015 года кантон включал в себя 25 коммун:
| Код INSEE | Коммуна         | Французское название | Почтовый индекс | Площадь, км² | Население (2013) | Плотность, чел/км² |
| --------- | --------------- | -------------------- | --------------- | ------------ | ---------------- | ------------------ |
| 67004     | АлленвиллерА    | Allenwiller          | 67310           | 5,96         | 535              | 89,8               |
| 67041     | БиркенвальдА    | Birkenwald           | 67440           | 5,12         | 283              | 55,3               |
| 67078     | Крастат         | Crastatt             | 67310           | 3,39         | 243              | 71,7               |
| 67096     | Дембсталь       | Dimbsthal            | 67440           | 1,91         | 304              | 159,2              |
| 67161     | Готтенуз        | Gottenhouse          | 67700           | 1,25         | 393              | 314,4              |
| 67179     | Эжен            | Haegen               | 67700           | 20,32        | 670              | 33,0               |
| 67190     | Энгвиллер       | Hengwiller           | 67440           | 2,15         | 183              | 85,1               |
| 67208     | Оэнгёф          | Hohengoeft           | 67310           | 3,43         | 521              | 151,9              |
| 67229     | Жеттерсвиллер   | Jetterswiller        | 67440           | 3,54         | 194              | 54,8               |
| 67244     | Кленгёф         | Kleingoeft           | 67440           | 2,5          | 146              | 58,4               |
| 67245     | Кнёрсайм        | Knoersheim           | 67310           | 2,36         | 214              | 90,7               |
| 67258     | Ландерсайм      | Landersheim          | 67700           | 2,13         | 205              | 96,2               |
| 67272     | Лошвиллер       | Lochwiller           | 67440           | 4,63         | 441              | 95,3               |
| 67283     | Мармутье        | Marmoutier           | 67440           | 14,07        | 2702             | 192,0              |
| 67367     | Оттерсвиллер    | Otterswiller         | 67700           | 3,28         | 1362             | 415,2              |
| 67383     | Ранжен          | Rangen               | 67310           | 1,65         | 201              | 121,8              |
| 67391     | Рэнардсмюнстер  | Reinhardsmunster     | 67440           | 18,63        | 462              | 24,8               |
| 67395     | Рётенбур        | Reutenbourg          | 67440           | 4,4          | 405              | 92,1               |
| 67431     | СалентальА      | Salenthal            | 67440           | 1,34         | 246              | 183,6              |
| 67459     | Швенайм         | Schwenheim           | 67440           | 4,96         | 727              | 146,6              |
| 67469     | СенгристА       | Singrist             | 67440           | 3,54         | 402              | 113,6              |
| 67489     | Таль-Мармутье   | Thal-Marmoutier      | 67440           | 3,42         | 783              | 229,0              |
| 67527     | Вестуз-Мармутье | Westhouse-Marmoutier | 67440           | 3,96         | 258              | 65,2               |
| 67555     | Зенакер         | Zehnacker            | 67310           | 2,18         | 249              | 114,2              |
| 67556     | Зенайм          | Zeinheim             | 67310           | 2,46         | 201              | 81,7               |

- А1 января 2016 года в результате административной реформы коммуны Алленвиллер, Биркенвальд, Саленталь и Сенгрист упразднены с последующим слиянием в новую коммуну Соммеро[6] (округ Саверн, кантон Саверн).

В результате административной реформы в марте 2015 года кантон был упразднён. Коммуны Энгвиллер переданы в состав вновь созданного кантона Саверн (округ Саверн).